# 회계서원
회계서원(晦溪書院)은 대한민국 경상북도 영천시에 위치한 조선 시대의 서원이다. 1832년에 창건되었으며, 조경온(曺景溫)을 제향하고 있다.